# 库克苏河

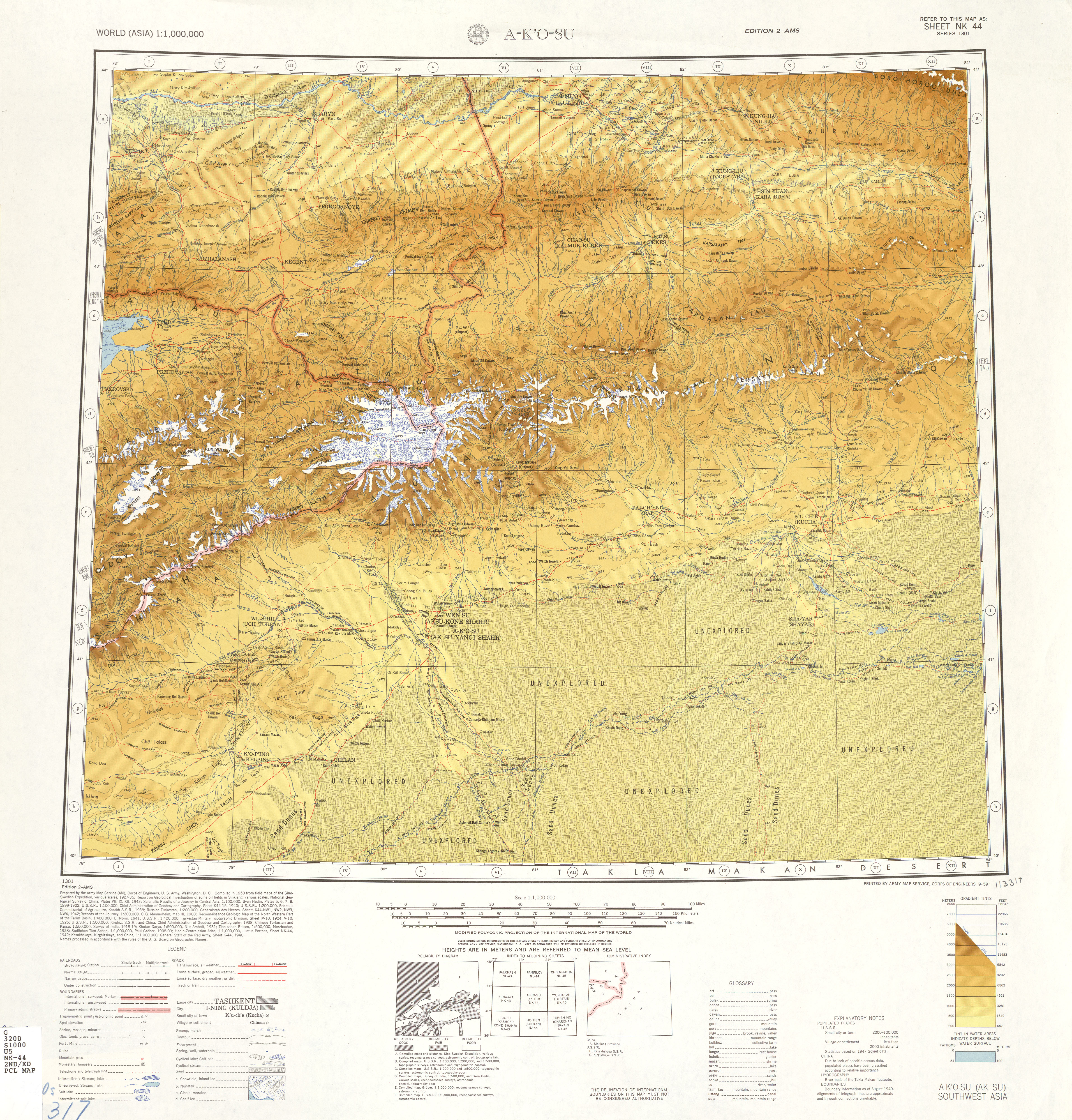
新疆西部地区的地形图，库克苏河在图中中部，标注为Kök Su。

库克苏河也作科克苏河、阔克苏河，位于中华人民共和国新疆维吾尔自治区西部地区的河流，为伊犁河上游特克斯河右岸支流。河名为柯尔克孜语，意为“青色的河”。发源于新疆巴音郭楞蒙古自治州和静县西部科克铁热克山山脊北坡的冰川区，自源头向北流约12.5千米后转西北流，穿行于科克铁热克山北坡与那拉提山南坡之间，约48千米后进入伊犁哈萨克自治州特克斯县境内。此后河流继续向西穿行在哈尔克他乌山北坡与比依克山南坡之间的峡谷，左纳皮恰克萨尔地河后转向北流，经过著名的库克苏大峡谷，之后出喀腊吐门塞克（喀拉吐木斯克）山口后转向东北，流约10千米后，于特克斯县阔克苏乡东北汇入特克斯河。河流全长208千米，流域面积5666平方千米。出山口附近建有库什塔依水电站。